# Ниулакита
Ниулакита (англ. Niulakita) — самый южный остров архипелага Тувалу, расположенный в 270 км к югу от Фунафути, столицы Тувалу.

## География
Остров имеет овальную форму. Длина — около 1 км. Площадь суши — 0,42 км².

## История
Европейским первооткрывателем Ниулакита стал испанский мореплаватель Альваро де Менданья, открывший его в 1595 году и назвавший остров La Solitaria. Повторно Ниулакита был открыт только в 1821 году американцем Джорджем Барретом (англ. George Barrett). В XIX веке на острове добывалось гуано. В 1944 году британское правительство продало Ниулакита австралийской компании. В это же время на остров была переселена часть семей с острова Ниутао, которые занимались на Ниулакита разведением кокосовой пальмы. В настоящее время остров является частью Тувалу.

## Население
В 2002 году численность населения Ниулакита составляла всего 35 человек.